# Такуџи Јонемото
Такуџи Јонемото (јап. 米本 拓司; 3. децембар 1990) јапански је фудбалер.

## Каријера
Током каријере играо је за Токио и Нагоја Грампус.

## Репрезентација
За репрезентацију Јапана дебитовао је 2010. године.

## Статистика
| Јапан  | Јапан | Јапан |
| Год.   | Ута.  | Гол.  |
| ------ | ----- | ----- |
| 2010   | 1     | 0     |
| Укупно | 1     | 0     |